# Adam Ngando
Adam Ngando (20. ožujka 1986.) je rukometaš iz Demokratske Republike Kongo. Nastupa za francuski klub Saint-Étienne i rukometnu reprezentaciju Demokratske Republike Kongo.
Natjecao se na Svjetskom prvenstvu u Egiptu 2021., gdje je reprezentacija DR Konga završila na 28. mjestu.